# Бойко Сергій Сергійович
Сергій Сергійович Бойко (нар. 14 вересня 1971, Біла Церква, Київська область, УРСР) — радянський та російський футболіст, півзахисник. Тренер.

## Життєпис
Вихованець владимирського футболу. У 1990—1991 грав у першості Білоруської РСР за команду «Взуттєвик», а потім — за команди першого та другого дивізіонів першості Росії. З 1997 по 1998 рік виступав у чемпіонаті Білорусі за «Торпедо» (Мінськ) та «Славію» (Мозир).
Закінчив Калузький державний педагогічний університет у 1999 році.
Закінчив з відзнакою ВШТ у 2006 році. Тоді ж проходив стажування у клубах «Реал Сосьєдад» та «Реал Мадрид». У 2009 році пройшов курси з ліцензування тренерів під егідою УЄФА. У 2010 році пройшов курси підвищення тренерської майстерності при РФС та ВШТ у Москві. У 2011 році проходив стажування у ЦСКА. У 2016 році проходив стажування у клубі «Терек» (Грозний).
Володіє ліцензію тренера UEFA PRO.
Кар'єру головного тренера розпочав у 2006 році у фомінському футбольному клубі «Нара-Десна». Працював головним тренером у клубах «Торпедо-РГ» (Москва, 2008), «Хімік» (Дзержинськ, 2009), «Знамя Труда» (Орєхово-Зуєво, 2010), «Зеніт-Іжевськ» (2011), «Вологда» (2013-2014).
17 липня 2014 року призначений на посаду головного тренера клубу «Іртиш» (Омськ). За один сезон підняв клуб із сьомого на друге місце зони «Схід». Влітку 2016 року покинув клуб.
У січні 2017 року призначений головним тренером клубу «Муром». Після завершення сезону 2017/18 у ПФЛ подав у відставку.
У 2019 році призначений головним тренером клубу вірменської Прем'єр-ліги «Арарат» (Єреван), клуб видав найуспішніший старт за всю історію виступів. Згодом залишив клуб за власним бажанням.